# Saint-André (Savoia)
Saint-André és un municipi francès situat al departament de la Savoia i a la regió d'Alvèrnia-Roine-Alps. L'any 2007 tenia 465 habitants.

## Demografia

### Població
El 2007 la població de fet de Saint-André era de 465 persones. Hi havia 172 famílies de les quals 36 eren unipersonals (12 homes vivint sols i 24 dones vivint soles), 52 parelles sense fills, 76 parelles amb fills i 8 famílies monoparentals amb fills.
La població ha evolucionat segons el següent gràfic:
Habitants censats

### Habitatges
El 2007 hi havia 445 habitatges, 176 eren l'habitatge principal de la família, 216 eren segones residències i 53 estaven desocupats. 343 eren cases i 92 eren apartaments. Dels 176 habitatges principals, 147 estaven ocupats pels seus propietaris, 24 estaven llogats i ocupats pels llogaters i 6 estaven cedits a títol gratuït; 2 tenien una cambra, 8 en tenien dues, 18 en tenien tres, 50 en tenien quatre i 99 en tenien cinc o més. 121 habitatges disposaven pel capbaix d'una plaça de pàrquing. A 72 habitatges hi havia un automòbil i a 95 n'hi havia dos o més.

### Piràmide de població
La piràmide de població per edats i sexe el 2009 era:
| Homes | Edats   | Dones |
| ----- | ------- | ----- |
| 0     | 95 o +  | 0     |
| 0     | 90 a 94 | 4     |
| 4     | 85 a 89 | 4     |
| 12    | 80 a 84 | 12    |
| 8     | 75 a 79 | 4     |
| 8     | 70 a 74 | 24    |
| 24    | 65 a 69 | 4     |
| 4     | 60 a 64 | 8     |
| 12    | 55 a 59 | 16    |
| 20    | 50 a 54 | 12    |
| 8     | 45 a 49 | 24    |
| 20    | 40 a 44 | 4     |
| 16    | 35 a 39 | 12    |
| 16    | 30 a 34 | 12    |
| 4     | 25 a 29 | 20    |
| 16    | 20 a 24 | 0     |
| 8     | 15 a 19 | 8     |
| 8     | 10 a 14 | 20    |
| 12    | 5 a 9   | 12    |
| 20    | 0 a 4   | 12    |

## Economia
El 2007 la població en edat de treballar era de 285 persones, 209 eren actives i 76 eren inactives. De les 209 persones actives 196 estaven ocupades (107 homes i 89 dones) i 13 estaven aturades (6 homes i 7 dones). De les 76 persones inactives 32 estaven jubilades, 19 estaven estudiant i 25 estaven classificades com a «altres inactius».

### Ingressos
El 2009 a Saint-André hi havia 184 unitats fiscals que integraven 471,5 persones, la mediana anual d'ingressos fiscals per persona era de 19.004 €.

### Activitats econòmiques
Dels 19 establiments que hi havia el 2007, 3 eren d'empreses extractives, 1 d'una empresa de fabricació d'altres productes industrials, 4 d'empreses de construcció, 1 d'una empresa de comerç i reparació d'automòbils, 1 d'una empresa de transport, 3 d'empreses d'hostatgeria i restauració, 3 d'empreses de serveis, 2 d'entitats de l'administració pública i 1 d'una empresa classificada com a «altres activitats de serveis».
Dels 4 establiments de servei als particulars que hi havia el 2009, 1 era una fusteria, 1 electricista, 1 empresa de construcció i 1 restaurant.
L'any 2000 a Saint-André hi havia 8 explotacions agrícoles que ocupaven un total de 369 hectàrees.

## Equipaments sanitaris i escolars
El 2009 hi havia una escola maternal.

## Poblacions més properes
El següent diagrama mostra les poblacions més properes.